# Mongoloraphidia dshamilja
Mongoloraphidia dshamilja is een kameelhalsvliegensoort uit de familie van de Raphidiidae. De soort komt voor in Kirgizië.
Mongoloraphidia dshamilja werd voor het eerst wetenschappelijk beschreven door H. Aspöck et al. in 1995.